# زيت النارنج
زيت النّارنج أو كما يسميه البعض زيت الخشخاش أو زيت البرتقال المر هو نوع من أنواع الزيوت، أصفر اللون يستخرج من أوراق وأغصان وثمار شجر البرتقال ومن ثماره وأغصانه ويستخدم هذا الزيت في تركيب الكثير من أنواع العطور وأيضًا تستعمل في الأطعمة، وهو موجود في البلاد التي تطل على البحر المتوسط، وهذه الشجرة أصلها في أفريقيا ومنطقة البحر الأبيض وأمريكا، وتمد دولة الباراغواي العالم بحوالي سبعة أعشار حاجته من هذا الزيت.
أما زيت خلاصة النارنج فهو زيت أعلى قيمة من زيت النارنج فيصنع من صنف آخر مختلف من شجر البرتقال المر. وينتج زيت خلاصة النارنج في الأقطار المطلة على البحر المتوسط.

## المحتويات الكيميائية
تحتوي قشور ثمار النارنج على زيت طيار، والمركب الرئيس في هذا الزيت مركب الليمونين، حيث تصل نسبته إلى 90%، كما تحتوي على فلافويندات وكومارينات وتربينات ثلاثية وفيتامين ج وكاروتين وبكتين. أما الأزهار فتحتوي على زيت طيار، المركب الرئيس فيه هو لينايل أسيتيت بنسبة 50%، ولينالول بنسبة 35%، وتحتوي الثمار غير الناضجة على مركب يسمى سيزانتين والذي له تأثير مضاد للحمل.